# Chromatoiulus platyurus
Chromatoiulus platyurus är en mångfotingart som först beskrevs av Robert Latzel 1884.  Chromatoiulus platyurus ingår i släktet Chromatoiulus och familjen kejsardubbelfotingar. Inga underarter finns listade i Catalogue of Life.